# Красный (Еланский район)
Красный — посёлок в Еланском районе Волгоградской области России. Входит в состав Еланского городского поселения.

## История
Посёлок был создан в 1964 году на базе молочно-товарной фермы колхоза «Путь к коммунизму» Еланского поссовета.

## География
Посёлок находится в северной части Волгоградской области, в пределах Хопёрско-Бузулукской равнины, на правом берегу реки Елань, на расстоянии примерно 3 километров (по прямой) к западу от посёлка городского типа Елань, административного центра района.
Часовой пояс
Посёлок Красный, как и вся Волгоградская область, находится в часовой зоне МСК (московское время). Смещение применяемого времени относительно UTC составляет +3:00.

## Население
| 2010 | 2014 |
| ---- | ---- |
| 128  | ↗493 |

Гендерный состав
По данным Всероссийской переписи населения 2010 года в гендерной структуре населения мужчины составляли 46,9 %, женщины — соответственно 53,1 %.
Национальный состав
Согласно результатам переписи 2002 года, в национальной структуре населения русские составляли 73 %.

## Улицы
Уличная сеть посёлка состоит из двух улиц (ул. Новая и ул. Старая).